# Lucien Poirier
Pour les articles homonymes, voir Poirier (homonymie).
Lucien Poirier (né le 2 août 1918 à Ingré, dans le Loiret et mort le 10 janvier 2013 à Versailles)  est un général de l'armée française et théoricien de la dissuasion nucléaire.

## Biographie
Lucien Poirier participe notamment à l'élaboration de la doctrine française concernant l'usage de l'arme nucléaire et sa dissuasion du faible au fort, qui devait maintenir en respect l'Union soviétique contre une invasion de la France durant la guerre froide.
À la fin de son service actif, il publie plusieurs livres sur ses travaux.
Un ouvrage sur les stratégies nucléaires à l'ère contemporaine lui est dédié.

## Publications
- Des stratégies nucléaires, Hachette, 1977. Réédition Complexe, 1988.
- Essais de stratégie théorique, Institut de stratégie comparée, 1977. Réédition Economica Stratégie théorique, 1997.
- Les Voix de la stratégie, Paris, Fayard, 1985.
- Stratégies nucléaires, Bruxelles, Complexe, 1988.
- Stratégie Théorique II, Paris, Economica, 1988.
- La Crise des fondements, Paris, ISC/Economica, 1994.
- Stratégie Théorique III, Paris, Economica, 1996.
- Le Chantier Stratégique, Paris, Hachette, 1997.
- Introduction et traduction de l'ouvrage Stratégie de Basil Henry Liddell Hart, Tempus chez Perrin 1998 et 2007.  (ISBN 978-2-262-02614-1).
- T.E. Lawrence, stratège, Paris, L'Aube, 1998.
- La réserve et l'attente : l'avenir des armes nucléaires françaises, avec François Géré, Paris, Economica, 2001.
- Eléments de Stratégique, Paris, Economica, 2023.

Lucien Poirier a également écrit, à partir de 1957, de nombreux articles dans les revues d'études stratégiques françaises, telles que la Revue d'information de l'armée, la Revue Défense Nationale, Stratégique, qui ont été repris dans les trois volumes de Stratégie Théorique.